# L'Arche (revue littéraire)
Pour les articles homonymes, voir L'Arche.

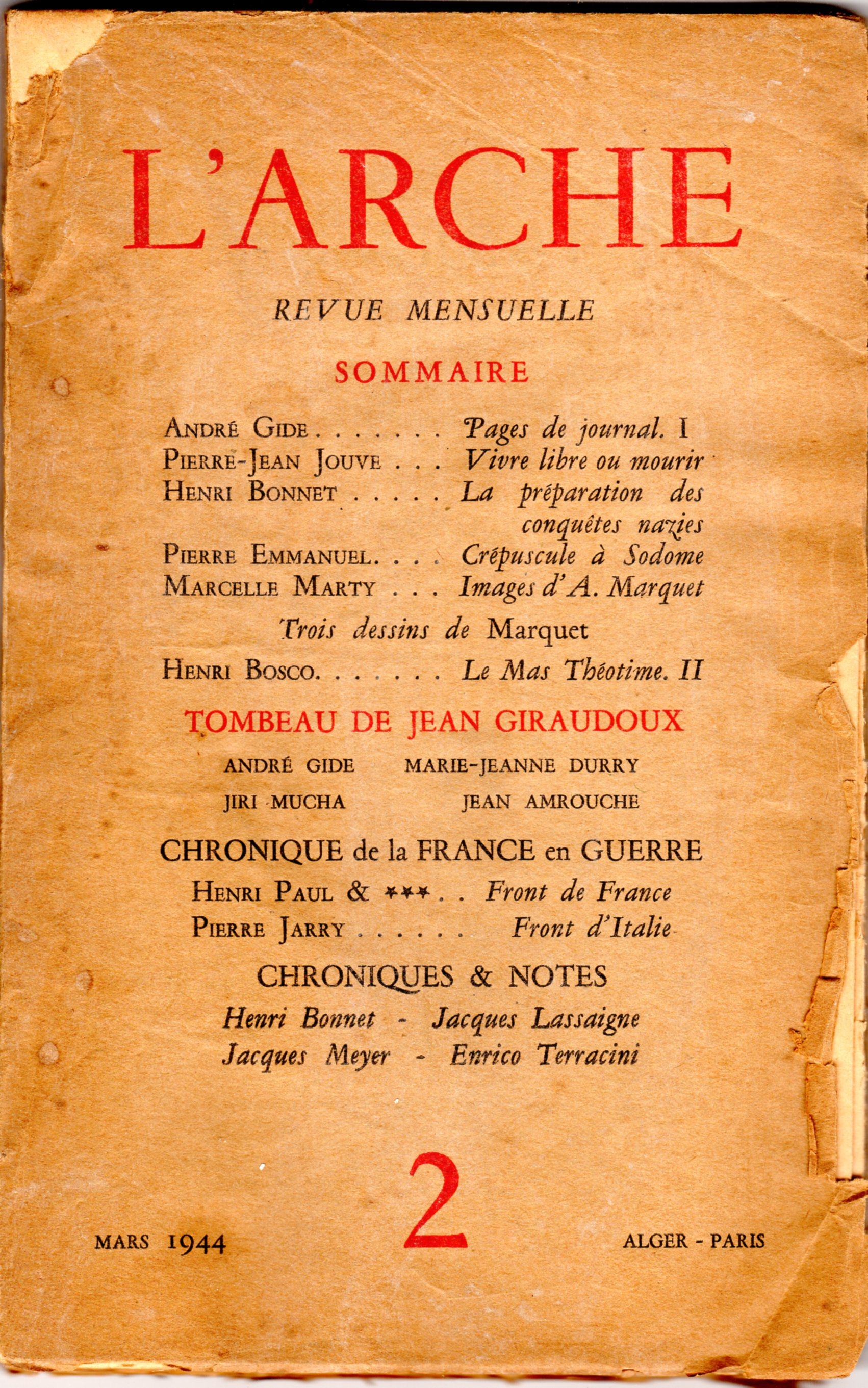
Couverture du n° 2 de la revue L'Arche, mars 1944

L'Arche est une revue littéraire française mensuelle créée à Alger en 1944, dans le climat de la Libération, par le poète et journaliste Jean Amrouche, avec Jacques Lassaigne, sous le patronage d'André Gide.
La revue est éditée par l'éditeur Edmond Charlot, qui était le grand éditeur d'Alger. Fabriqué dans des conditions matérielles difficiles, en pleine pénurie de papier, L'Arche tente de préparer la Libération en littérature ; y collaborent les plumes les plus prestigieuses : André Gide, Pierre-Jean Jouve, Pierre Emmanuel, Henri Bosco, Marie-Jeanne Durry, Henri Paul, Pierre Jarry, Jacques Lassaigne, Jacques Meyer... Elle publia, sous forme de feuilleton, le roman d'Henri Bosco, Le Mas Théotime qui obtint, la même année, le Prix Renaudot.
Après la Libération, la revue se poursuit à Paris ; elle connaîtra 26 numéros parus de 1944 à 1947,.
Il existe un Manifeste de l'Arche.